# Directiva Seveso III
Fa 30 anys i després del greu desastre de Seveso (Itàlia) i d'altres accidents mediambientals industrials, la Comunitat Econòmica Europea va aprovar la Directiva 82/501/CEE coneguda com a Directiva Seveso per tal regular les activitats i seguretat industrials.
El 1996, i després d'una revisió, es va publicar en el butlletí oficial de la Comunitat Europea la directiva 96/82/CE - Seveso II.Després d'una sèrie de modificacions el 2008, al 24 de juliol de 2012 es publicà la directiva 2012/18/UE, relativa al control dels riscos inherents als accidents greus en què intervinguin substàncies perilloses i per la qual es modifica i ulteriorment deroga la Directiva 96/82/CE.
Els seus principals objectius són:
- Reforçar l'accés a la informació, la participació del públic en la presa de decisions i l'accés a la justícia.
- Introduir normes més estrictes per a les inspeccions de les instal·lacions afectades, que garanteixin l'efectiva aplicació i compliment de les normes de seguretat.
- Adaptar la directiva i fer-la congruent amb el Reglament CLP.

Els estats membres tenen de termini fins al 31 de maig de 2015 per la transposició al seu ordenament jurídic, i l'aplicació de la nova directiva serà obligatòria a partir de l'1 de juny del 2015.